# لسان الثور الجيري
لسان الثور الجيري (باللاتينية: Anchusa calcarea) نوع نباتي يتبع جنس لسان الثور من الفصيلة الحِمحِمية.

## البيئة والانتشار
موطنه إسبانيا والبرتغال.